# Le Rouget-Pers
Le Rouget-Pers – gmina we Francji, w regionie Owernia-Rodan-Alpy, w departamencie Cantal. Powstała 1 stycznia 2016 roku z połączenia dwóch wcześniejszych gmin: Pers oraz Le Rouget. Siedzibą gminy została miejscowość Le Rouget. W 2013 roku populacja wyżej wymienionych gmin wynosiła 1278 mieszkańców.